# Ролинг Хилс Естейтс (град, Калифорния)
Ролинг Хилс Естейтс (на английски: Rolling Hills Estates) е град в окръг Лос Анджелис, щата Калифорния, САЩ. Ролинг Хилс Естейтс е с население от 7676 жители (2000) и обща площ от 9,34 km². Намира се на 143 m надморска височина. ЗИП кодовете му са 90274, 90275, а телефонният му код е 310.